# Gare de Feuquières - Broquiers
Ne doit pas être confondu avec Gare de Feuquières - Fressenneville.
La gare de Feuquières - Broquiers est une gare ferroviaire française de la ligne d'Épinay - Villetaneuse au Tréport - Mers, située sur le territoire de la commune de Feuquières, à proximité de Broquiers, dans le département de l'Oise, en région Hauts-de-France.
Elle est mise en service en 1875 par la Compagnie des chemins de fer du Nord.
Ce point d'arrêt de la Société nationale des chemins de fer français (SNCF) est desservi par des trains régionaux du réseau TER Hauts-de-France.

## Situation ferroviaire

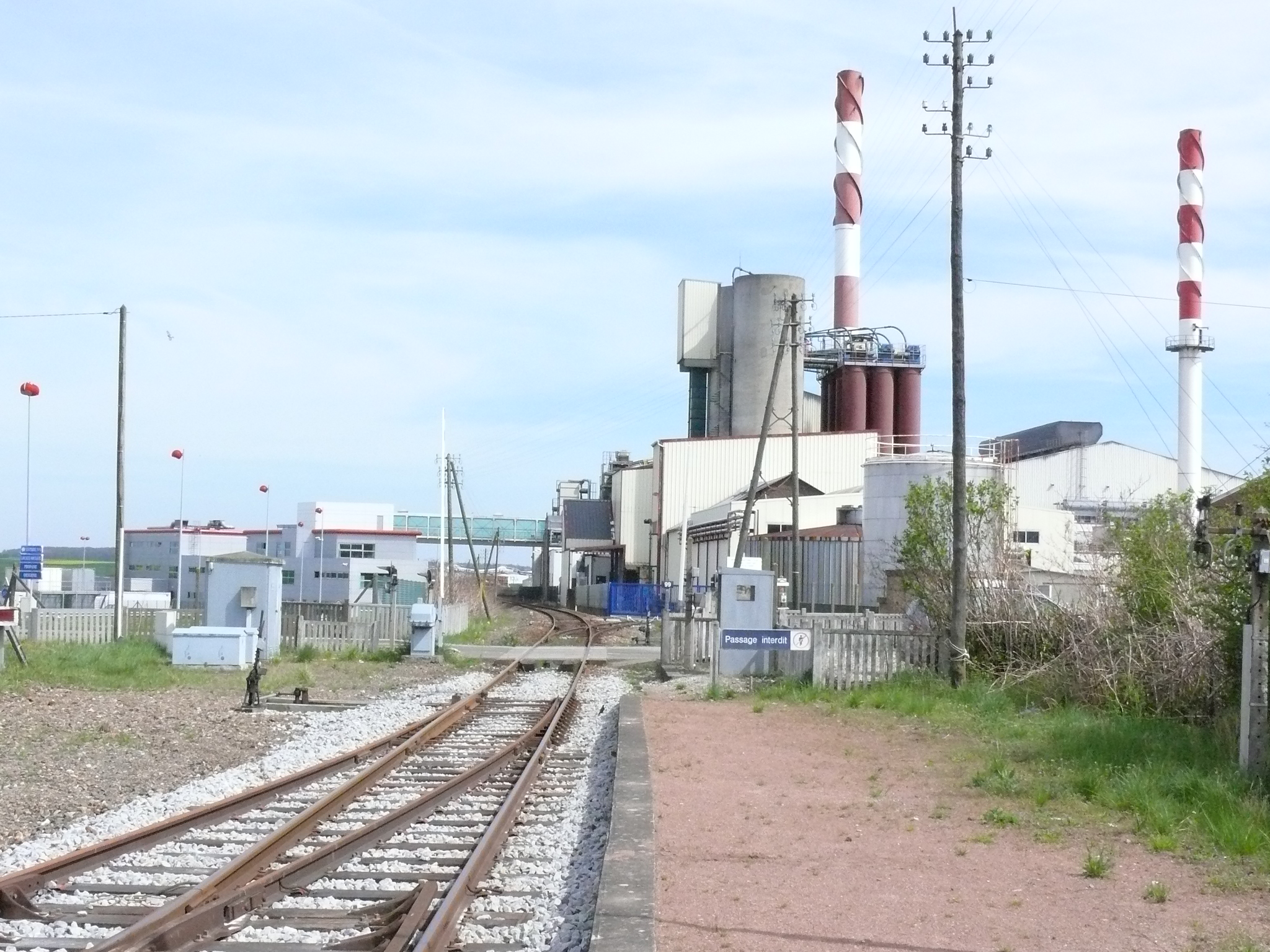
L'embranchement de Saverglass débute dès la sortie de la gare.

Établie à 204 mètres d'altitude, la gare de Feuquières - Broquiers est située au point kilométrique (PK) 119,676 de la ligne d'Épinay - Villetaneuse au Tréport - Mers, entre les gares ouvertes de Grandvilliers (s'intercale, dans cette direction, celle fermée de Brombos - Sarcus) et d'Abancourt (s'intercale, vers cette dernière, celle également fermée de Moliens).
À l'extrémité de la gare, côté Beauvais, se trouve l'embranchement particulier de la verrerie Saverglass.

## Histoire

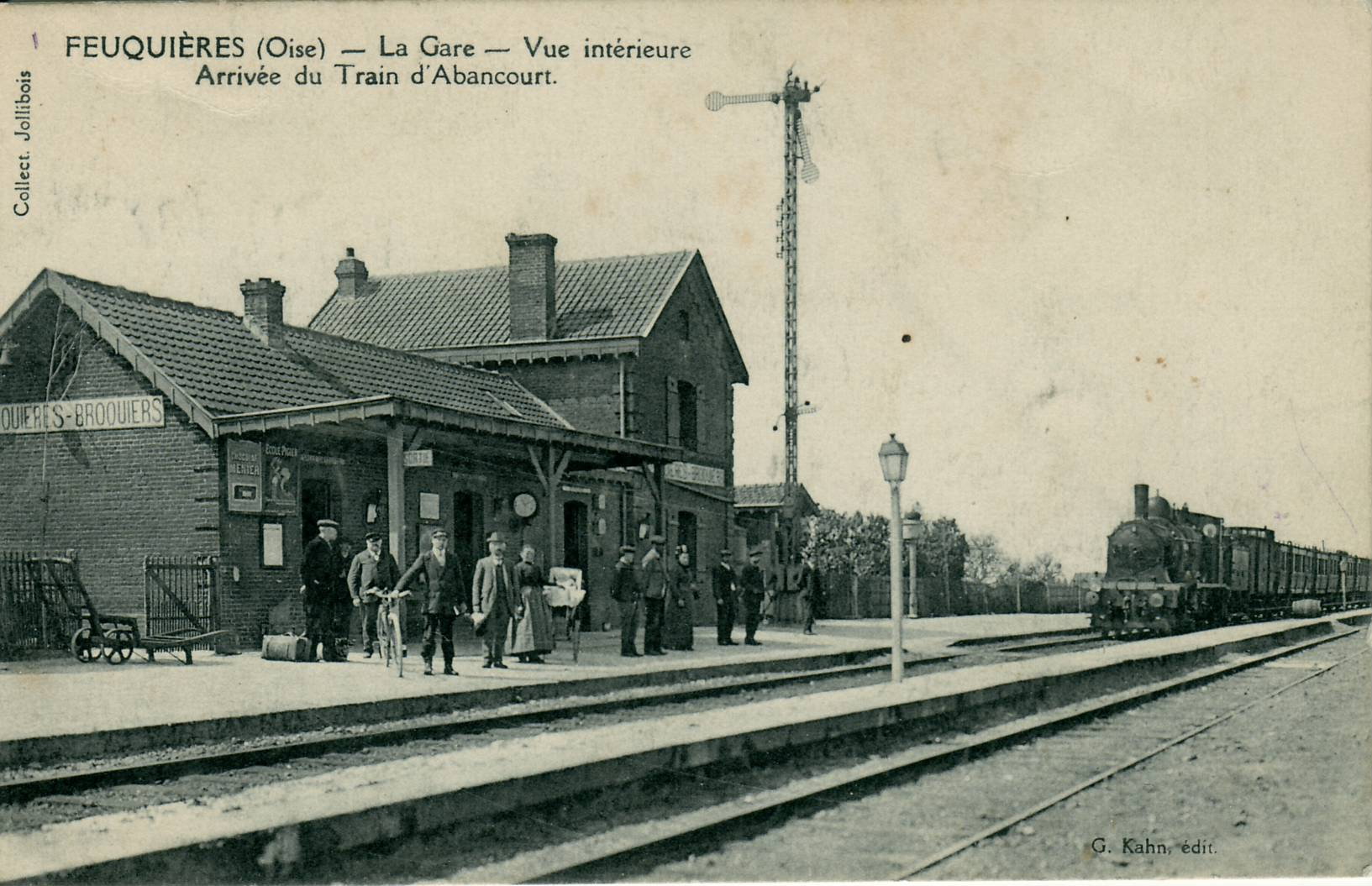
Vue de la gare, avant la Première Guerre mondiale.

La « station de Feuquières » est mise en service le 1er juillet 1875 par la Compagnie des chemins de fer du Nord, lorsqu'elle ouvre à l'exploitation la section de Saint-Omer à Abancourt.
En 1881, la recette de la station de Feuquières est de 37 116,10 francs, soit une augmentation de 7 603,10 francs par rapport à l'année précédente où elle était de 29 513,00 francs.
En 1885, le train dessert « Feuquières », entre « Grandvilliers » et « Moliens ».
À la fin de la Première Guerre mondiale, la ligne de Feuquières à Ponthoile est construite, permettant aux convois militaires d'éviter le nœud ferroviaire de Longueau alors sous le feu ennemi. Cette ligne, établie en moins de cent jours, sert lors des grandes offensives alliées de la fin de l'été et de l'automne 1918. Ayant peu d'intérêt civil, elle est déposée en 1920.
En 1960, la gare dispose d'un bâtiment voyageurs, d'une voie d'évitement, de plusieurs voies de garage et d'un embranchement particulier. Elle est alors située au PK « 119+7 », entre le « P.A. Brombos-Sarcus » et le « P.A. Moliens ».
En 2012, la gare n'est plus qu'un point d'arrêt non géré (PANG) doté d'un unique quai d'une longueur de 120 mètres ; elle constitue néanmoins l'une des gares de rabattement du service de « Taxi-TER » pour l'ancienne halte de Moliens.
Le bâtiment de la gare, délabré et squatté, est racheté par la commune en 2007, puis mis à disposition en 2014 de l'association « L'Outil en main ».

## Fréquentation
Selon les estimations de la SNCF, la fréquentation annuelle de la gare s'élève aux nombres indiqués dans le tableau ci-dessous.
| Année               | 2022   | 2021   | 2020   | 2019   | 2018   | 2017   | 2016   | 2015   |
| ------------------- | ------ | ------ | ------ | ------ | ------ | ------ | ------ | ------ |
| Nombre de voyageurs | 32 339 | 23 020 | 14 701 | 12 362 | 13 619 | 17 337 | 20 207 | 22 632 |

## Service des voyageurs

### Accueil
Halte de la SNCF, elle est un point d'arrêt non géré à accès libre.

### Desserte
Feuquières - Broquiers est desservie par des trains du réseau TER Hauts-de-France, qui effectuent des missions entre les gares de Creil, ou de Beauvais, et d'Abancourt, ou du Tréport - Mers.

### Intermodalité
Le stationnement de véhicules est possible à proximité de la halte, sur un parking de 63 places. La gare est desservie par les lignes 625, 6103, 6113, 6124 et 6151 du réseau interurbain de l'Oise.